# Herpestes edwardsii
El meloncillo gris (Herpestes edwardsii) es una especie de mamífero carnívoro perteneciente a la familia Herpestidae. Es endémico de las selvas y campos de cultivo del sur de la India, a menudo cerca de zonas habitadas por seres humanos. Habita en madrigueras, setos y matorrales, entre arboledas, guareciéndose bajo rocas e incluso en drenajes. Es un animal muy sagaz e inquisitivo, pero cauteloso, muchas veces aventurándose a salir de su escondite. Es buen trepador. Se suele hallar solo o en pareja. Caza roedores, serpientes, huevos de ave, lagartijas y algunos invertebrados. A lo largo del río Chambal suele alimentarse de huevos de gavial.